# Дугальд Калеб Джексон
Дугальд Калеб Джексон (англ. Dugald Caleb Jackson; 13 лютого 1865 — 1 липня 1951) — американський інженер-електрик, який отримав медаль IEEE Edison за «видатне та надихаюче керівництво в освіті інженерів та у галузі виробництва та розподілу електроенергії» в 1938 році.

## Раннє життя
Дугальд народився в квакерській родині на площі Кеннет, штат Пенсільванія. Батьки Джосаія та Мері Прайс Джексон. Молодший брат Джон Прайс Джексон брав участь у написанні разом із ним кількох книг, та провів кар'єру інженера-електрика, академіка, державного службовця та солдата. Дугальд навчався в Школі Хілл у Поттстауні перед тим, як вивчати інженерне будівництво в Пенсильванському державному коледжі, який закінчив у 1885 р.

## Рання кар'єра
Два роки Дугальд Джексон викладав електротехніку в Корнельському університеті. В 1891 році він переїхав до Університету Вісконсіна як перший професор електротехніки, очолюючи кафедру електротехніки. Він спеціалізувався на змінних струмах та супутньому обладнанні, поряд із технічними проблемами, пов'язаними з управлінням центральними станціями.

## Массачусетський технологічний інститут
Кафедру електротехніки Массачусетського технологічного інституту (MIT) Джексон очолював з 1907 по 1935 рік. Він підтримав ідею участі студентів та викладачів у промисловості. Джексон започаткував дослідження як частину інженерної освіти в Массачусетському технологічному університеті та керував їх практичним досвідом у промислових умовах і його приклад широко поширився.
3 квітня 1911 року Джексон взяв участь у конференції в Бостоні, на тему тіснішої співпраці між виробниками електромобілів та керівниками центральних станцій. Конференція була організована компанією Boston Edison Company, і Джексон пообіцяв підтримку Департаменту електротехніки Массачусетського технологічного інституту (MIT) у проведенні наукових досліджень для підтримки розвитку галузі електромобілів.

## Книги
- 1893 Підручник з електромагнетизму та побудови Динамо
- 1895 Електрика та магнетизм
- 1896 рік. Змінні струми та машини змінного струму (з Джоном Прайс Джексоном)
- 1902 Елементарна книга про електрику та магнетизм (разом з Джоном Прайсом Джексоном) Нью-Йорк: Macmillan Co.